# Giardino dei Semplici (Chieti)
Il Giardino dei Semplici è un orto botanico di Chieti gestito dall'Università degli Studi "Gabriele d'Annunzio". Situato all'interno del campus universitario di Madonna delle Piane, il giardino è nato come sezione del Museo di storia delle scienze biomediche.
È riconosciuto come sito d'interesse regionale data la presenza di specie endemiche della flora abruzzese, incluse piante a rischio estinzione.

## Storia
Il primo nucleo del Giardino dei Semplici fu istituito nel 1999 come sezione del Museo di storia delle scienze biomediche di Chieti. L'allestimento fu deciso dal Ministro Giovanna Melandri, in seguito all'approvazione di un progetto messo in atto da Luigi Capasso – al tempo dirigente del Ministero per i beni e le attività culturali – che mirava ad incrementare le strutture museali universitarie presenti nel territorio teatino.
La denominazione di Giardino dei Semplici fu scelta in riferimento ai primi orti botanici medioevali, i quali erano detti Hortus simplicium dal nome delle piante medicinali che raccoglievano, definite medicamenta simplicium. La struttura fu allestita nella zona occidentale del campus di Madonna delle Piane, situato a Chieti Scalo, occupando una superficie che si estende per circa un ettaro.
Attraverso una collezione che raccoglie oltre 400 specie officinali, il giardino fu istituito per promuovere la conoscenza del mondo vegetale e delle sue risorse terapeutiche, alimentari e ambientali. Agli inizi degli anni duemila, la struttura passò sotto la responsabilità, sia scientifica che gestionale, della facoltà di farmacia dell'Università Gabriele d'Annunzio.

## Struttura
Il Giardino dei Semplici occupa una superficie di 10.000 m² e si suddivide in dieci settori che ospitano complessivamente 400 specie, sia erbacee che arboree, legate alla medicina tradizionale. La struttura è organizzata secondo un criterio che tiene conto delle proprietà delle piante e dell'uso che ne deriva. Le specie coltivate, sia autoctone che esotiche, includono endemismi della flora abruzzese e piante a rischio estinzione. Il giardino è costituito di settori dedicati a:
- piante attive sull'apparato digerente
- aiuole del sistema immunitario
- piante per il cuore e la circolazione
- piante per l'apparato genito-urinario
- piante per l'apparato cutaneo
- aiuole del sistema nervoso
- vasi delle aromatiche
- angolo dell'apparato respiratorio
- aiuole delle tintorie e delle signaturali
- collezione delle specie endemiche e rare